# Kevin Carl Rhoades
Kevin Carl Rhoades (26 de novembro de 1957) é um prelado americano da Igreja Católica Romana. Ele é o nono bispo de Fort Wayne-South Bend, tendo servido como bispo de Harrisburg de 2004 a 2009. Em 2021, ele liderou o Comitê de Doutrina dos bispos, que indiscutivelmente tinha como alvo o Presidente Biden por sua posição sobre os direitos ao aborto.